# بيتر بروس أندروز
بيتر بروس أندروز (بالإنجليزية: Peter B. Andrews) هو فيلسوف ورياضياتي أمريكي، ولد في 1937.